# 嚴卿
严卿（?—?），晋朝会稽郡（今浙江省绍兴市）人。
严卿善于卜筮。乡人魏序想要暂时东行，荒年多劫盗，令严卿卜卦。严卿卜筮：“你千万不可东行，否则必遭暴害之气，而不是劫盗。”魏序不信。严卿说：“既然你不肯停，就应该除灾，可索求西郭外独母家白公狗系在船头。”只找到杂毛狗，无白毛狗。严卿说：“杂毛狗也行，但其色不纯，当余小灾，只是祸害六畜，不用忧虑。”魏序行到半路，狗忽然急迫大叫，好像有人打它一样。到去看时，已死，吐了一斗余黑血。当晚，魏序墅上白鹅数头无故而死，而魏序家人无恙。

## 延伸阅读
[在维基数据编辑]
 《晉書·卷095》，出自房玄齡《晉書》